# Sikorsky X2
Il Sikorsky X2 Technology è un elicoplano sperimentale, o con altri termini una girodina o elicottero composito, monoturbina biposto dotato di rotori coassiali accoppiato ad un'elica in configurazione spingente, realizzato dall'azienda statunitense Sikorsky Aircraft Corporation nella seconda parte degli anni duemila ed attualmente in fase di sviluppo.
Dotato delle più recenti tecnologie è un nuovo tentativo, dopo quello realizzato con l'S-72, di proporre al mercato civile e militare un'aerodina ibrida in grado di fornire, combinando le caratteristiche di un elicottero con quelle di un velivolo ad ala fissa, maggiore flessibilità di utilizzo e concorrenziale alla tecnologia adottata dai convertiplani.

## Storia
Il 1º giugno 2005 la Sikorsky Aircraft emanò un comunicato stampa dichiarando l'intenzione di sviluppare un nuovo dimostratore tecnologico, un'aerodina ibrida ad alta velocità in grado di eguagliare o superare le prestazioni e le capacità delle aerodine ad ala rotante, come capostipite di una nuova classe di "elicotteri coassiali" in grado di raggiungere una velocità di crociera pari a 250 kt (463 km/h). Al progetto di sviluppo venne assegnata la designazione X2 Technology.

### Sviluppo
Il programma di sviluppo viene assegnato ad un gruppo di lavoro presso la Sikorsky Global Helicopters, già sede della Schweizer Aircraft ora assorbita dall'azienda, situata ad Horseheads, nella contea di Chemung, New York, che si incaricherà del progetto e della realizzazione del prototipo da avviare alle prove statiche e di volo. Già dalle prime fasi il nuovo progetto integrava tecnologie all'avanguardia nel campo dell'aviazione come controlli di volo Fly-by-wire, una coppia di rotori rigidi in configurazione controrotante, un sistema di gestione attivo delle vibrazioni provocate dagli organi di trasmissione e dal sistema di propulsione integrato.
Il prototipo si staccò da terra per la prima volta il 27 agosto 2008 ai comandi del pilota collaudatore Kevin Bredenbeck compiendo un volo di 30 minuti.
Le potenzialità di poter offrire il modello anche al mercato militare si concretizzarono il 4 maggio 2009 quando la Sikorsky presentò il mock-up del Light Tactical Helicopter, ulteriore sviluppo dell'X2.
Il 25 maggio 2010, l'azienda emette un comunicato nel quale dichiara che durante un volo di prova il prototipo è riuscito a raggiungere la velocità di 181 kn (oltre 335 km/h) avvicinandosi alle specifiche che hanno dato origine al progetto e superando la velocità media degli elicotteri in produzione. In seguito, il 26 luglio successivo, un altro comunicato informa che l'esemplare, durante un volo di un'ora, ha raggiunto una velocità massima di 225 kt (416,7 km/h), superando anche se non ufficialmente, il primato ottenuto da un Westland Lynx appositamente modificato nel 1984. La velocità già risulta di 50 kt superiore alla media degli elicotteri convenzionali e che il programma non solo sta raggiungendo il fine di raggiungere la velocità di 250 kt ma che sta già superando altre prestazioni fissate durante la pianificazione del progetto.

Il 20 ottobre 2010 l'azienda emette un comunicato stampa nel quale dichiara di aver avviato un programma di sviluppo basato sull'X2 per rispondere ad una specifica emanata dall'United States Army nota come programma Armed Aerial Scout (AAS) ed intenzionata a trovare un sostituto del Bell OH-58 Kiowa. Al nuovo programma di sviluppo militare viene assegnata la designazione aziendale Sikorsky S-97 Raider.